# Mo Huilan
Mo Huilan (n. 1979, Gveilinz, Republica Populară Chineză) este o gimnastă artistică ce a reprezentat Republica Populară Chineză, medaliată olimpică. A participat la o ediție a Jocurilor Olimpice (1996) în care a câștigat o medalie de argint.